# Usine des eaux de Saint-Clair
L'usine des eaux de Saint-Clair est une ancienne usine de pompage des eaux située sur les bords du Rhône à Caluire-et-Cuire dans la périphérie de Lyon.

## Histoire
Construite en 1854 par Aristide Dumont pour la Compagnie générale des eaux, l'usine des eaux de Saint-Clair alimentait en eau potable différents quartiers de Lyon (Croix-Rousse, Presqu'île, Vaise, Les Brotteaux, la Guillotière).
Mises en fonctionnement en 1856, 3 pompes à vapeur dites de Cornouailles produisaient quelque 20 000 m3 d'eau par jour. Ces pompes mesuraient 20 m de haut et 13 m de large pour un poids de 200 tonnes. Leur balancier de 35 tonnes avait un rythme de 6 à 10 coups par minute permettant ainsi le refoulement de 2 000 m3 d'eau par heure.
L'eau provenait du Rhône après avoir été naturellement filtrée dans 2 immenses bassins souterrains voûtés et une galerie d'une superficie de près de 3 500 m2
Durant tout le XIXe siècle d’autres pompes à vapeur furent installées et le site en comptait 9 alimentées par 30 chaudières au début du XIXe siècle.
Les pompes à vapeur furent remplacées en 1910 par des pompes électriques. Les pompes à vapeur et les chaudières furent démontées en 1934

## Patrimoine

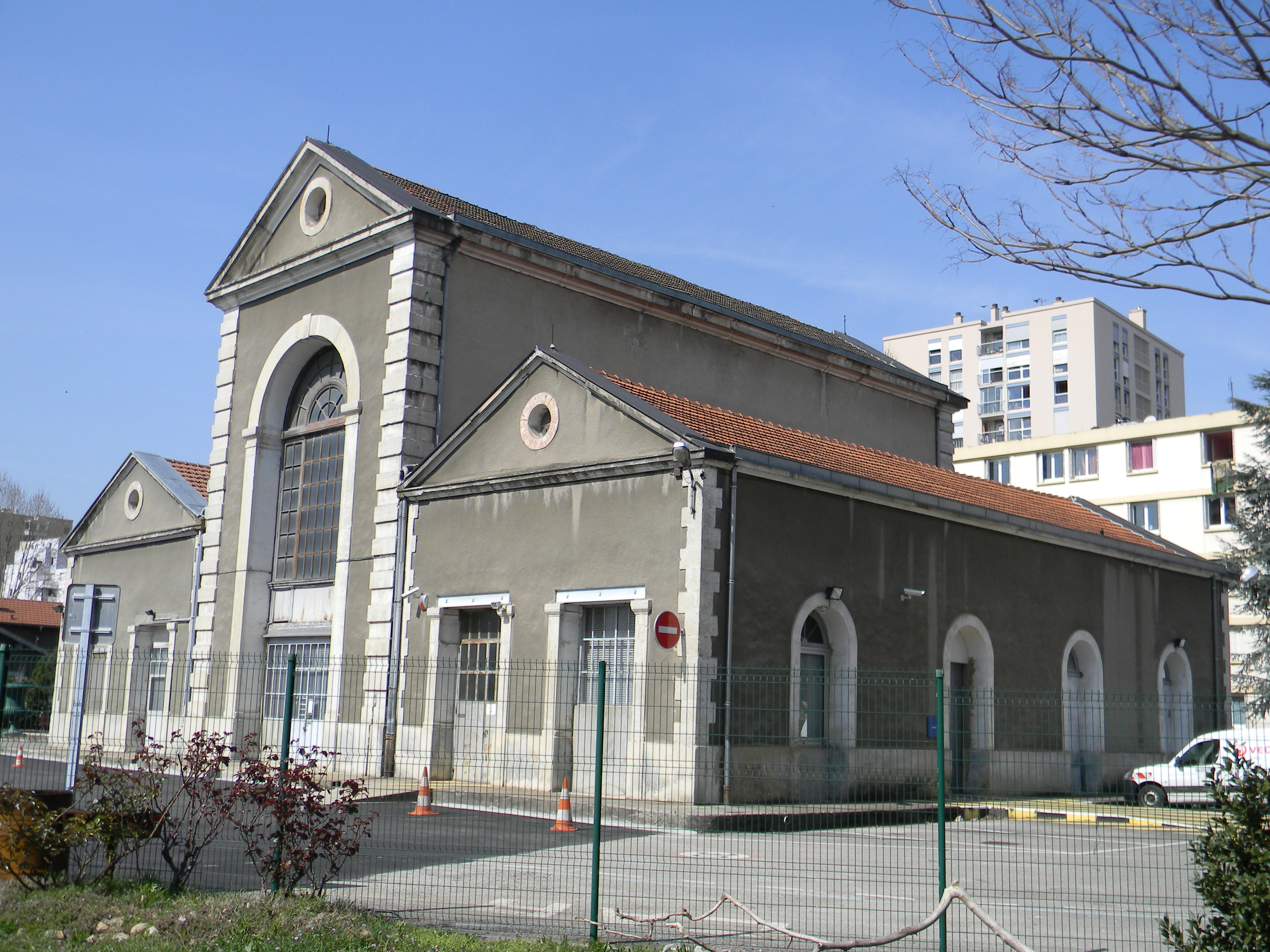
L'usine des eaux
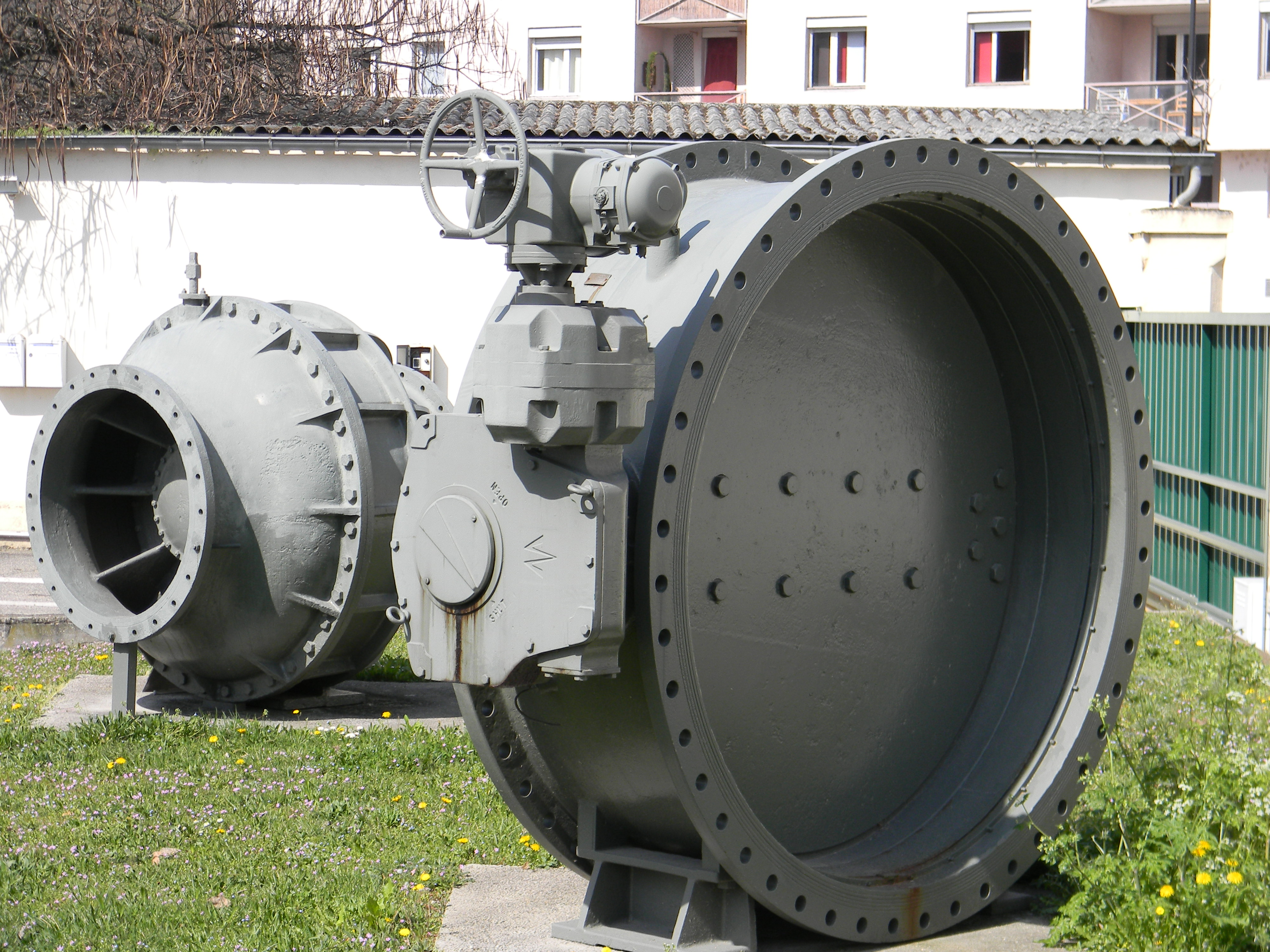
Pièces de l'usine
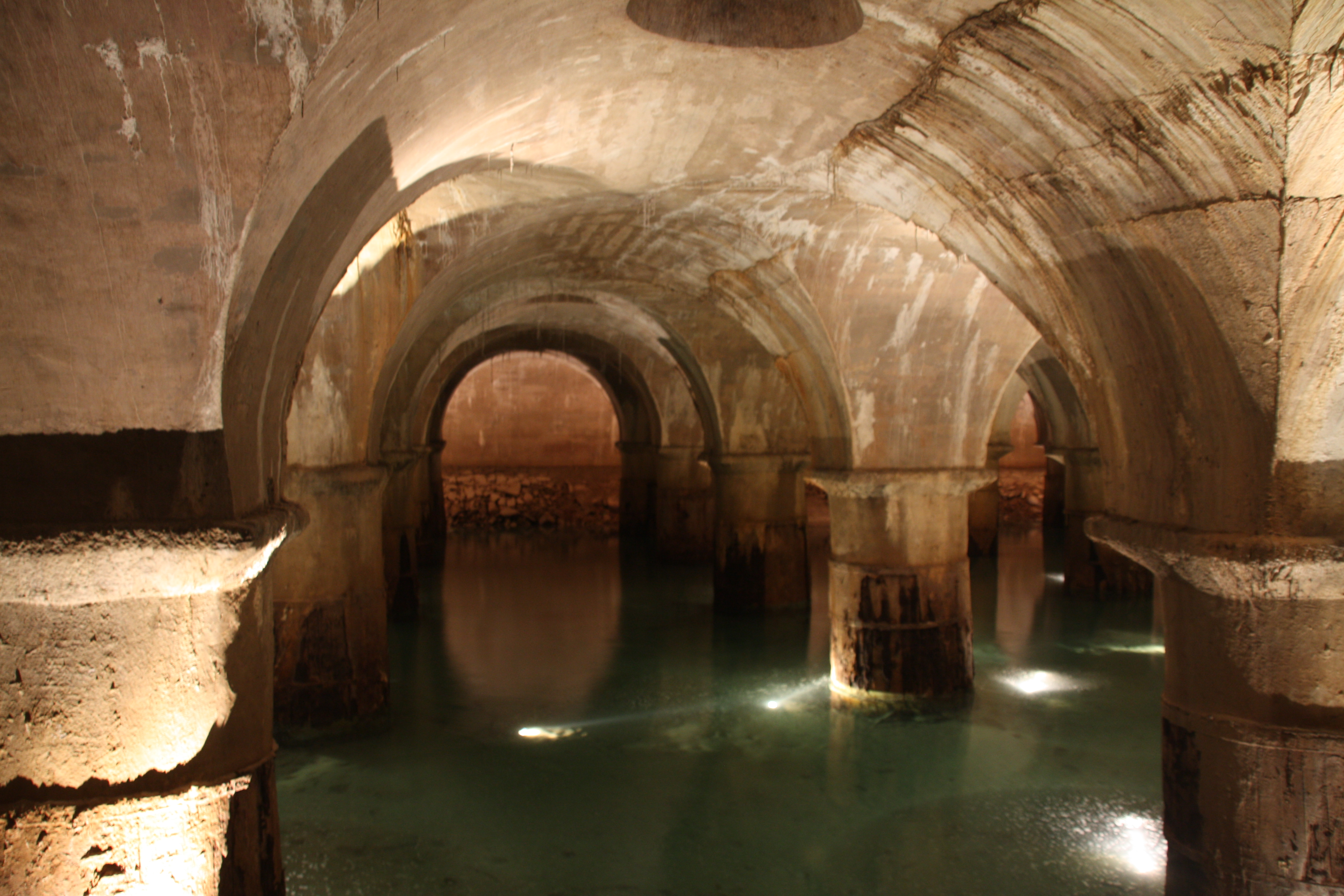
Bassin filtrant
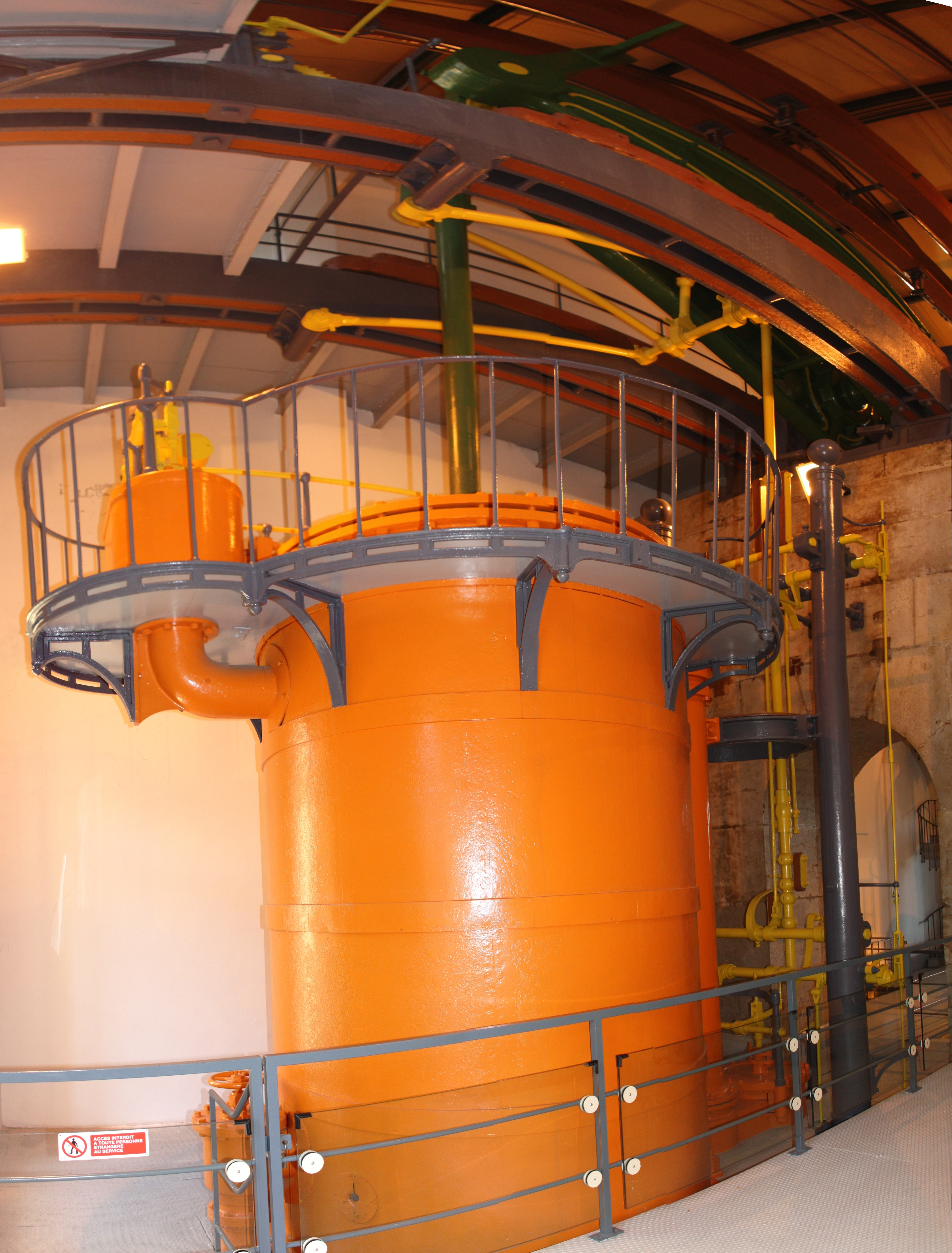
Le cylindre vapeur

Il ne reste qu'une seule pompe de type Cornouailles qui peut être observée à l'occasion de visites organisées ainsi que lors des journées européennes du patrimoine.
Le bâtiment qui abrite la pompe et les bassins filtrants font l’objet d’une inscription au titre des monuments historiques depuis le 3 novembre 1988.
La machine à vapeur, dite de Cornouailles, fait l’objet d’un classement au titre des monuments historiques depuis le 22 mars 1991.
Une association (l'eau à Lyon & la pompe de Cornouailles) propose régulièrement des visites guidées du site.